# アルマンド

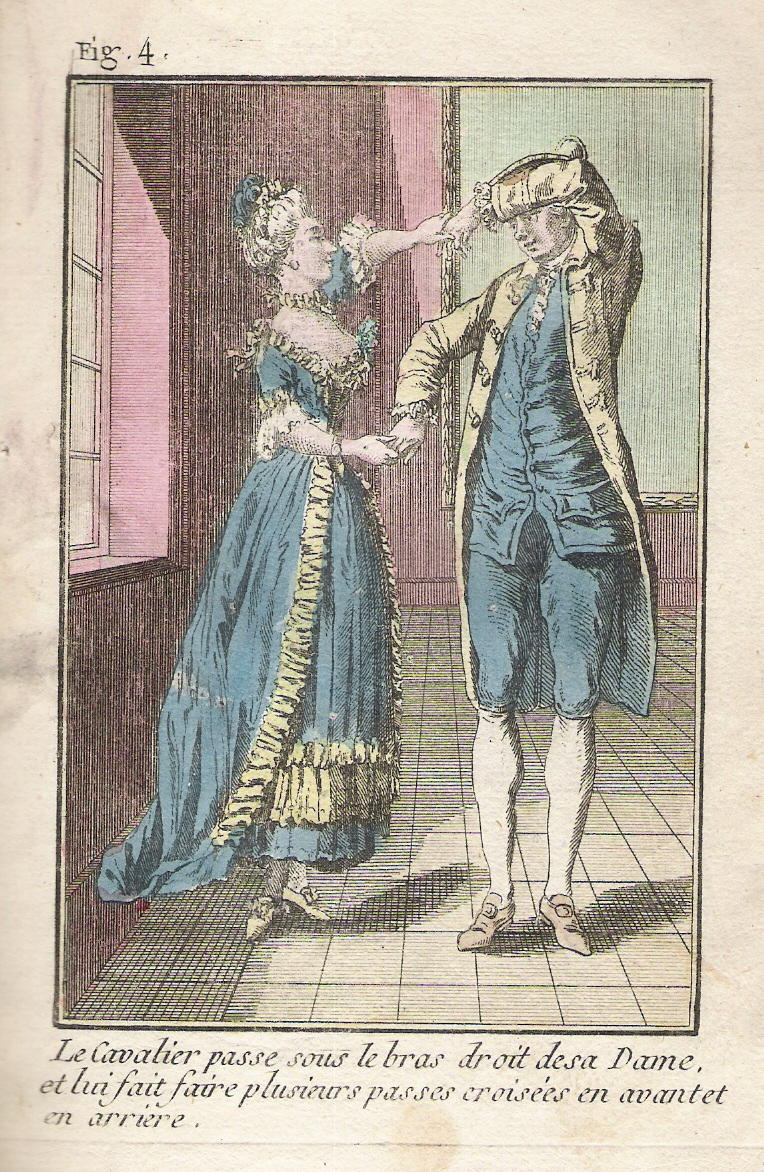
アルマンド

アルマンド（仏：allemande、「ドイツ風」の意）は舞曲の一種である。バロック音楽の時代には器楽曲形式として栄え、組曲の第一曲、または前奏曲に続く第二曲として採用されることが非常に多かった。

## 歴史
16世紀のフランスでは「地面に足をつけた中庸の遅さ」（トワノ・アルボ「オルケゾグラフィOrchésographie」1589年）の2拍子のダンスで、組になった男女が列を作って進みながら踊るダンスであった。パヴァーヌに似ているが、それよりは若干速いとされる。この時代のアルマンドのダンスは、アルマンド本体、retourと呼ばれる同じリズムの部分、それに続き拍が3分割されるクーラントと呼ばれる部分で構成されていた。イタリアに移入されたこのダンスも、同じようにアルマンド本体と3拍子のコレンテ、またはサルタレロなどが組になっていた。
17世紀には作曲家によってアルマンドはテンポにある程度の自由度がある4拍子の舞曲にされた。
その後の作曲家たちは自由な発想でアルマンドをとらえ、対位法を取り入れたり、さまざまな幅のテンポのものが作曲された。
18世紀後期、拍子が3分割されるアルマンドが編み出された。ただし、アルマンドの拍子の3分割は、その起源から見られる。これはワルツの前身とも考えることができる。ただし、ワルツの起源はポワトゥーと呼ばれるブランルの一種から来るマズルカが起源と言う説が有力。